# KTF

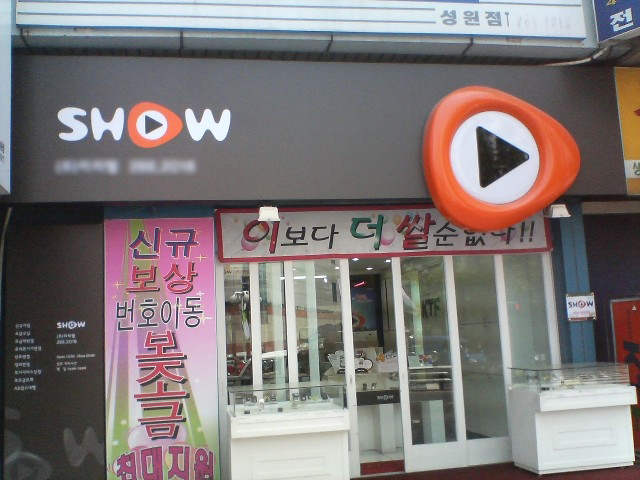
KTF携帯電話ショップ

KTF（ケイティーエフ）はかつて大韓民国で携帯電話事業を行っていた企業。2009年6月に親会社であったKTと合併した。

## 概要
1996年、韓国では新たに携帯電話用に、1900MHz帯の周波数が割り当てられることになった。その時に新規に市場に参入したKT系の韓国通信フリーテルと、サムスングループや建設・製紙会社のハンソルが出資するハンソルMドットコムが、2002年に合併し、KTフリーテル (KT Freetel) となり、後に社名をKTFと変更した。そして2009年6月に親会社のKTと合併した。
韓国では携帯電話事業者ごとに事業者の固有番号が割り当てられてきたが、KTFは旧・韓国通信フリーテルに割り当てられた016と旧・ハンソルMドットコムに割り当てられた018を使っていた（なお、韓国では今後、携帯電話の固有番号は010に統一される予定である）。
技術としては1900MHzでCDMA方式を用いていたほか、EVDO方式を採用した第3世代携帯電話サービス（サービス名 : Fimm）を行っていた。また、携帯電話サービスを親会社の公衆無線LANと融合させたNespotというサービスも提供していた。また、2000MhzのW-CDMA方式とHSDPA技術を用いた新しいサービスブランド、SHOW（ショー）を2007年3月から提供していた。
韓国内のシェアは30%強でSKテレコムに次ぎ2位。市場に参入したのが後発だった点、使用している周波数帯が障害物の影響を受けやすいこと（日本ではPHSが使用している周波数帯）、すなわち音質に劣る点がSKテレコムの後塵を拝する要因となっていた。
ただ通話料金はSKテレコムよりも安く、利用マナーを訴える広告も多く出しており、番号ポータビリティ制度（携帯電話番号を変更せずに、事業者を乗り換えることができる制度）導入後は、徐々にシェアを上げていた。
2007年3月、全国にHSDPA網充足率99%を達成し、競争会社に先駆け新しい携帯電話サービスSHOW（ショー）を発表、国内でのHSDPAシェアを70%程度に引き上げることに成功した。しかし、自社ユーザからの移行が多かったためか、SKテレコムのシェアを崩すまでには至っていなかった。
子会社のKTFテクノロジーズ（KTFT、ブランド名 : Ever）を通じ、自社向け端末の開発の他、海外への端末輸出も行っている。デジタル移動体放送 (DMB) のサービスもSKテレコムに続き行っていた。
また2004年にはコスダック（店頭市場）から韓国証券取引所（現・韓国取引所）へ株式を上場していた（証券コード : 32390）。また韓国バスケットボールリーグ (KBL) に釜山KTFマジックウィンズを新規に参入させ、2000年からはeスポーツの名門ゲームチームである KTF Magicns（現在はKT Rolsterに名称変更）のスポンサーも務めていた。

## NTTドコモとの提携
2005年末、第3世代サービス強化のため、KTは持株分をNTTドコモに売却して資本提携を行なった。NTTドコモはHSDPA端末であるA2502 HIGH-SPEED、LG電子製FOMAL706ie、Android携帯電話を共同調達する。2008年3月、KTF、NTTドコモを含むアジア携帯7事業者で形成するコネクサス・モバイル・アライアンスは、データー通信の格安国際ローミングプランを発表した。

### 海外プラスナンバー
2009年3月から、NTTドコモの海外プラスナンバー（韓国）が開始された。これはNTTドコモの国際ローミングサービス「WORLD WING」を韓国で利用する際、NTTドコモの携帯電話番号のほかにKTFが管理する電話番号が付加され、通常の国際ローミング通話料金より約27% - 60%割引で利用できるサービスである。